# NACRA M19 2012
El NACRA M19 del 2012 fue la 7° edición del torneo de rugby juvenil de la confederación norteamericana.
Se disputó en México.

## Equipos participantes
- Selección juvenil de rugby de Barbados
- Selección juvenil de rugby de Bermudas
- Selección juvenil de rugby de Islas Caimán
- Selección juvenil de rugby de México
- Selección juvenil de rugby de México B
- Selección juvenil de rugby de Trinidad y Tobago

## Posiciones

### Grupo A
| Pos. | Equipo       | Encuentros | Encuentros | Encuentros | Encuentros | Tantos  | Tantos    | Tantos     | Puntos |
| Pos. | Equipo       | jugados    | ganados    | empatados  | perdidos   | a favor | en contra | diferencia | Puntos |
| ---- | ------------ | ---------- | ---------- | ---------- | ---------- | ------- | --------- | ---------- | ------ |
| 1    | Islas Caimán | 2          | 2          | 0          | 0          | 71      | 6         | + 65       | 9      |
| 2    | México       | 2          | 1          | 0          | 1          | 31      | 11        | + 20       | 5      |
| 3    | Barbados     | 2          | 1          | 0          | 1          | 0       | 85        | - 85       | 0      |

Nota: Se otorgan 4 puntos al equipo que gane un partido y 2 al que empate
Puntos Bonus: 1 punto por convertir 4 tries o más en un partido y 1 al equipo que pierda por no más de 7 tantos de diferencia
|  | Finalista |

| 7 de julio | México | 6 - 11 | Islas Caimán |  |  |

| 9 de julio | México | 25 - 0 | Barbados |  |  |

| 11 de julio | Islas Caimán | 60 - 0 | Barbados |  |  |

### Grupo B
| Pos. | Equipo            | Encuentros | Encuentros | Encuentros | Encuentros | Tantos  | Tantos    | Tantos     | Puntos |
| Pos. | Equipo            | jugados    | ganados    | empatados  | perdidos   | a favor | en contra | diferencia | Puntos |
| ---- | ----------------- | ---------- | ---------- | ---------- | ---------- | ------- | --------- | ---------- | ------ |
| 1    | Trinidad y Tobago | 2          | 2          | 0          | 0          | 63      | 17        | + 46       | 9      |
| 2    | Bermudas          | 2          | 1          | 0          | 1          | 70      | 28        | + 42       | 5      |
| 3    | México B          | 2          | 0          | 0          | 2          | 15      | 103       | - 88       | 0      |

Nota: Se otorgan 4 puntos al equipo que gane un partido y 2 al que empate
Puntos Bonus: 1 punto por convertir 4 tries o más en un partido y 1 al equipo que pierda por no más de 7 tantos de diferencia
|  | Finalista |

| 7 de julio | Trinidad y Tobago | 19 - 11 | Bermudas |  |  |

| 9 de julio | México B | 9 - 59 | Bermudas |  |  |

| 11 de julio | México B | 6 - 44 | Trinidad y Tobago |  |  |

### Definición 5° puesto
| 14 de julio | México B | 12 - 17 | Jamaica |  |  |

### Definición 3° puesto
| 14 de julio | México | 18 - 10 | Bermudas |  |  |

### Final
| 14 de julio | Islas Caimán | 20 - 10 | Trinidad y Tobago |  |  |

| Bandera de Islas Caimán |
| Campeón Islas Caimán    |
| Cuarto título           |